# من ریموند کارور هستم
من ریموند کارور هستم، مجموعه داستان کوتاه نوشته مصطفی عزیزی.

## دربارهٔ کتاب
مجموعهّ هفت داستان کوتاه به نام‌های:
- من ریموند کارور هستم
- رودخانه‌ای بی‌پیچ‌وتاب
- چهارشنبه‌سوری
- سبزهٔ زرد
- همین چند کلمه
- سه‌شنبه‌های اول ماه
- غوزک پلاتینی

## بخشی از یکی داستان‌ها
برای آشنایی با شیوه روایتی کتاب بخشی از آن نقل می‌شود:
هر دو خندیدیم. یعنی لبخند زدیم. چیزی هنوز نادرست بود. نمی‌توانستیم حرف بزنیم. حرفی رو که باید می‌زدیم نمی‌زدیم و همین جور حاشیه می‌رفتیم.
- -  «فرشته‌ها که زن و مرد ندارن فرشته‌ن دیگه. مگه تو زنی؟»
- -  «آره زنم بدجوری هم زنم خیلی وقته که زنم…»
- -  «بچه زدن نداره. چرا اینقدر زود جوش میاری؟ قبول تو زنی و زنا زودتر از این که مردا مرد بشن زن می‌شن.»
- -  «عجب! نخیر آقا! اون مردی که وقتی هنوز بیست سالم نشده بود با شمع و شراب، زن‌ام کرد توی دوساله‌گی وقتی قربون صدقهٔ شمبول طلاش می‌رفتن مرد شد.»
- -  «حق باتوئه. تو راست می‌گی!»
- -  «حق با منه یا نه، به درد من نمی‌خوره فعلاً که گه زده شد به این یه‌بار زندگی بی‌بازگشت…»

خوانش بخشی از «غوزک پلاتینی» در برنامه‌ی رادیویی «بعد از این...»

## نقدها
در مدت چند ماهی که از انتشار این کتاب می‌گذرد نقدهای متعددی بر آن نوشته شده‌است. یکی از داستان‌های این مجموعه جزو سی داستان راه‌یافته به هفتمین دوره‌ی جایزه‌ی داستان کوتاه‌نویسی صادق هدايت.
- «در جای جای و قصه به قصه در این مجموعه، در عین آن که شیوه‌های متفاوتی از نگارش، زاویه دید، زبان و بیان آزموده شده‌است، می‌توان آشنایی نویسنده با «دوربین» و توجه او را به «شخصیت‌پردازی» از این زاویه و با اتکا به این ابزار، به روشنی حس کرد. با این حال، ارزش و ویژگی قصه‌ها در این چهارچوب باقی نمی‌ماند، بلکه چنان‌که ناشر در پشت جلد کتاب اشاره کرده‌است، «دل‌مشغولی‌های نسلی از روشنفکران امروز ایران» است که محور روایت و بیان قرار می‌گیرد. این «نسل» (که البته دیگر در واپسین پله‌های «امروز» گام می‌زند) و این «روشنفکران»، مردان و زنانی، اغلب نویسنده، روزنامه‌نگار، شاعر، مترجم، بازیگر، نمایشنامه‌نویس و کارگردان (یا همچون شخصیت دوم در «سه‌شنبه‌های آخر ماه»، محقق و استاد کنار گذاشته شدهٔ دانشگاه) هستند، اغلب خوب خوانده‌اند و در برخورد با یکدیگر، از یادآوری تکیه کلام‌هایی از کتاب‌ها و فیلم‌ها کم نمی‌آورند. اغلب در حدود سنی‌ای قرار دارند که در فرهنگ ما به «میان‌سالی» معروف شده‌است، یا به‌عبارتی، حول و حوش دههٔ چهل زندگی»[۴]
- «اما آنچه که در این کار، علت‌مند به نظر نمی‌رسد؛ تغییر بی‌دلیل نظرگاه است. گویی نویسنده در دو صفحه انتهای متن وقتی متوجه می‌شود دیگر من راوی نمی‌تواند روایتگر ماجرای بعد از خروجش از مطب باشد؛ از دیدگاه بیرونی استفاده می‌کند. این تغییر دیدگاهی چون تنها در انتهای متن رخ می‌دهد علت‌مندی انتخاب نظرگاه و متن را زیر سؤال می‌برد. به راستی آیا بهتر نیست از همان ابتدا نویسنده نظرگاهی را انتخاب کند که بازگوکننده همه رخدادهای متنی باشد و احتیاجی به تغییر دیدگاهی نداشته باشد؟ آیا بهتر نیست انگیزه‌های بیشتری (غیر از ازدواج در جوانی و سپس بیزاری زن و مرد از هم) برای تصادف در نظر گرفته شود تا کنش مرد باورپذیرتر جلوه کند؟»[۵]
- «عزیزی در این هفت داستان (البته در داستان اول و در داستان آخر با رنگ و بویی متفاوت‌تر از پنج داستان دیگر) شکلی را ترسیم می‌کند، شکلی از روابط، شکلی از برش‌هایی بی‌موضع از زندگی انسان‌هایی که هر روز با بخشی از آنهاروبه‌رو هستیم یا حتی در آن و آنها زندگی می‌کنیم.»[۶]
- «همان عنوان کتاب تعلق خاطر عزیزی را به سنت داستان‌نویسی آمریکایی نشان می‌دهد و خواننده را آماده می‌کند برای خواندن داستان‌هایی که زبان ساده‌ای دارند، بر اساس حادثه‌هایی بسیار کمرنگ پیش می‌روند و در خلال همین حادثه‌های کوچک گره‌های روانی شخصیت‌هایشان را باز می‌کنند و به تصویر می‌کشند.»[۷]